# Lamberto Baldi
Lamberto Baldi (* 1895 in Orvieto; † 1979 in Montevideo) war ein italienischer Dirigent und Komponist.

## Leben
Baldi erhielt seine musikalische Ausbildung in Orvieto und studierte dann bei Ildebrando Pizzetti in Florenz. Nachdem er in verschiedenen europäischen Staaten gewirkt hatte, wanderte er 1926 nach Südamerika aus. Bis 1931 war er Direktor der Sociedad de Conciertos Sinfónicos von San Pablo, danach wirkte er bis 1942 (und erneut 1951–1953) als Direktor des Orquesta Sinfónica del SODRE.
Er dirigierte dann in Buenos Aires am Teatro Colón und war 1947–1949 Direktor des Städtischen Sinfonieorchesters. 1962–1963 organisierte er das Kammerorchester der Fundación Caloustre Gulbenkian in Lissabon.
Baldi führte vorwiegend die Werke zeitgenössischer Komponisten wie Claude Debussy, Paul Hindemith, Arthur Honegger, Igor Strawinski, Eduardo Fabini und Héctor Tosar auf. Er orchestrierte die Oper Euridice von Jacopo Peri, die nach der Uraufführung 1949 in Montevideo weltweiten Erfolg hatte.
Daneben wirkte Baldi als Kompositionslehrer, zu dessen Schülern Héctor Tosar und Mozart Camargo Guarnieri zählten, sowie als Komponist. Sein schmales Œuvre umfasst zwei Opern sowie sinfonische und Chorwerke.